# Atherigona lamellifera
Atherigona lamellifera este o specie de muște din genul Atherigona, familia Muscidae, descrisă de Adrian C. Pont și Magpayo în anul 1995. Conform Catalogue of Life specia Atherigona lamellifera nu are subspecii cunoscute.